# دانشگاه توبینگن
دانشگاه توبینگن (به آلمانی: Universität Tübingen) یک دانشگاه تحقیقاتی دولتی در توبینگن واقع در ایالت بادن-وورتمبرگ آلمان است که در سال ۱۴۷۷ میلادی بنیان‌نهاده شده‌است. این دانشگاه در رشته‌های مختلف پزشکی، علوم طبیعی و علوم انسانی فعال می‌باشد.
دانشگاه توبینگن در سال ۱۴۷۷ میلادی توسط ابرهارد ششم، گراف وورتمبرگ تأسیس شد، اگر چه نام امروزی آن در سال ۱۷۶۹ میلادی توسط دوک کارل اویگن (به آلمانی: Herzog Karl Eugen) حاکم وقت ایالت انتخاب گردید. یوهانس کپلر، یوزف راتزینگر (پاپ بندیکت شانزدهم)، فریدریش هگل و هورست کوهلر (رئیس‌جمهور وقت آلمان) از جمله دانشجویان و فارغ التحصیلان مشهور این دانشگاه هستند.
در سال ۲۰۰۶ میلادی دانشگاه توبینگن به عنوان یکی از ده دانشگاه برتر آلمان انتخاب گردید.

## رتبه‌بندی
مؤسسه QS که هرساله برترین دانشگاه‌های جهان را اعلام می‌کند این دانشگاه را در رده ۱۶۹ دنیا و نهم آلمان در سال ۲۰۲۰ رتبه‌بندی کرده‌است.در رتبه‌بندی دانشگاه‌های جهان در سال ۲۰۲۰ که مؤسسه تایمز آن را انجام داده‌است، دانشگاه توبینگن در رتبه ۹۱ دنیا قرار دارد.

## دانشکده‌ها
دانشکده‌های دانشگاه توبینگن عبارتند از:
- دانشکدهٔ علوم دینی پروتستان
- دانشکدهٔ علوم دینی کاتولیک
- دانشکدهٔ حقوق
- دانشکدهٔ پزشکی و بیمارستان‌های دانشگاهی
- دانشکدهٔ علوم انسانی
- دانشکدهٔ علوم اقتصاد و علوم اجتماعی
- دانشکدهٔ علوم

## کتابخانه
در سال ۱۸۶۴ میلادی، دانشگاه توبینگن بخشی از کتاب‌های مجموعه یوهان گوتفرید وتس‌اشتاین، کنسول امپراتوری پروس را خرید.